# Засахаренные цветы

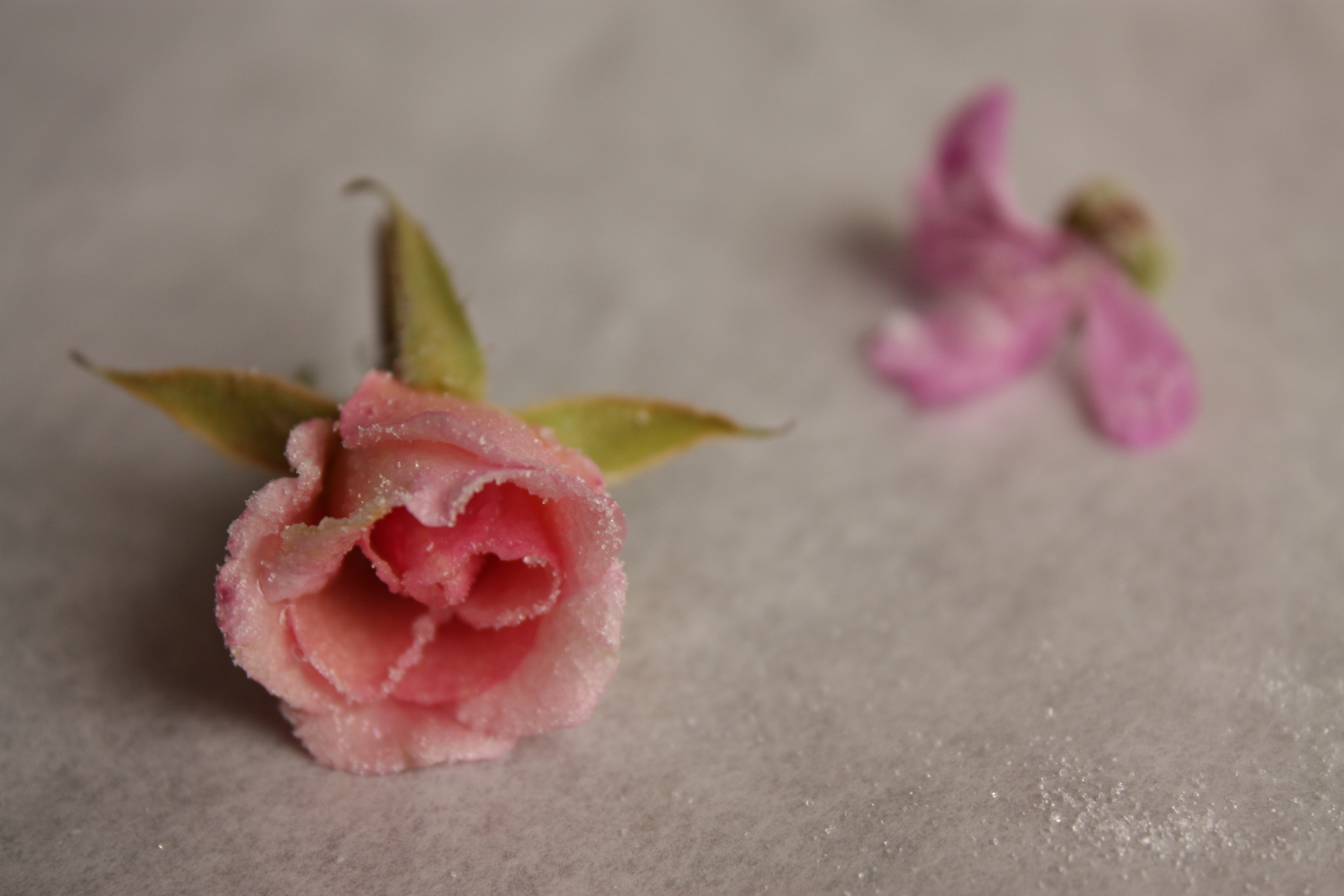
Засахаренная роза

Засахаренные цветы — съедобные цветы или лепестки съедобных цветов, законсервированные в сахарном сиропе или сахаре. Используются для украшения тортов, десертов, в качестве компонента фруктовых салатов и как самостоятельный десерт.

## История
Использование съедобных цветов в кондитерском искусстве происходит из арабских стран. Цветы использовались для изготовления шербета, сиропов, цветочной воды. Изготовление засахаренных фруктов (кандирование) было традиционным способом заготовки на Ближнем Востоке. Здесь заготавливали и лакомство гулканд из измельчённых цветов, смешанных с сахаром. Первое упоминание цветов в кондитерском производстве в Европе относится к XI веку: из роз и фиалок готовили варенье и джемы. В XVII—XVIII веках входят в моду имитации живых цветов, искусно выполненные из карамели и ароматизированные цветочной эссенцией. С участием сахарных цветов создавали целые скульптурные композиции. В это же время возродился и интерес к живым цветам как к ингредиенту для кондитерских изделий. В поваренной книге «Delightes for Ladies» описан рецепт изготовления засахаренных роз с использованием сахарного сиропа, сваренного на розовой воде. В книге содержался и более экзотический способ засахаривания роз, в соответствии с которым цветки следовало поливать сахарным сиропом, ещё когда они находились на розовом кусте.
Засахаренные розы, фиалки и цветы померанцевого дерева стали настолько популярны, что их производство приняло промышленный масштаб. Чтобы засахаренные цветы хорошо выглядели и долго хранились, их нужно собирать ночью или на рассвете и перерабатывать в течение нескольких часов после сбора. Поэтому предприятия, выпускавшие сладкие цветы, располагались вблизи традиционных районов цветоводства, в основном в Испании, на юге Франции и северо-западе Италии.
По рецепту, запатентованному в 1906 году, до сих пор производит засахаренные лепестки роз компания Pietro Romanengo fu Stefano, основанная в 1780 году в Генуе. Согласно рецепту лепестки некоторое время варятся в сахарном сиропе, что приводит к потере окраски, поэтому их присыпают сахаром, подцвеченным пищевыми красителями.

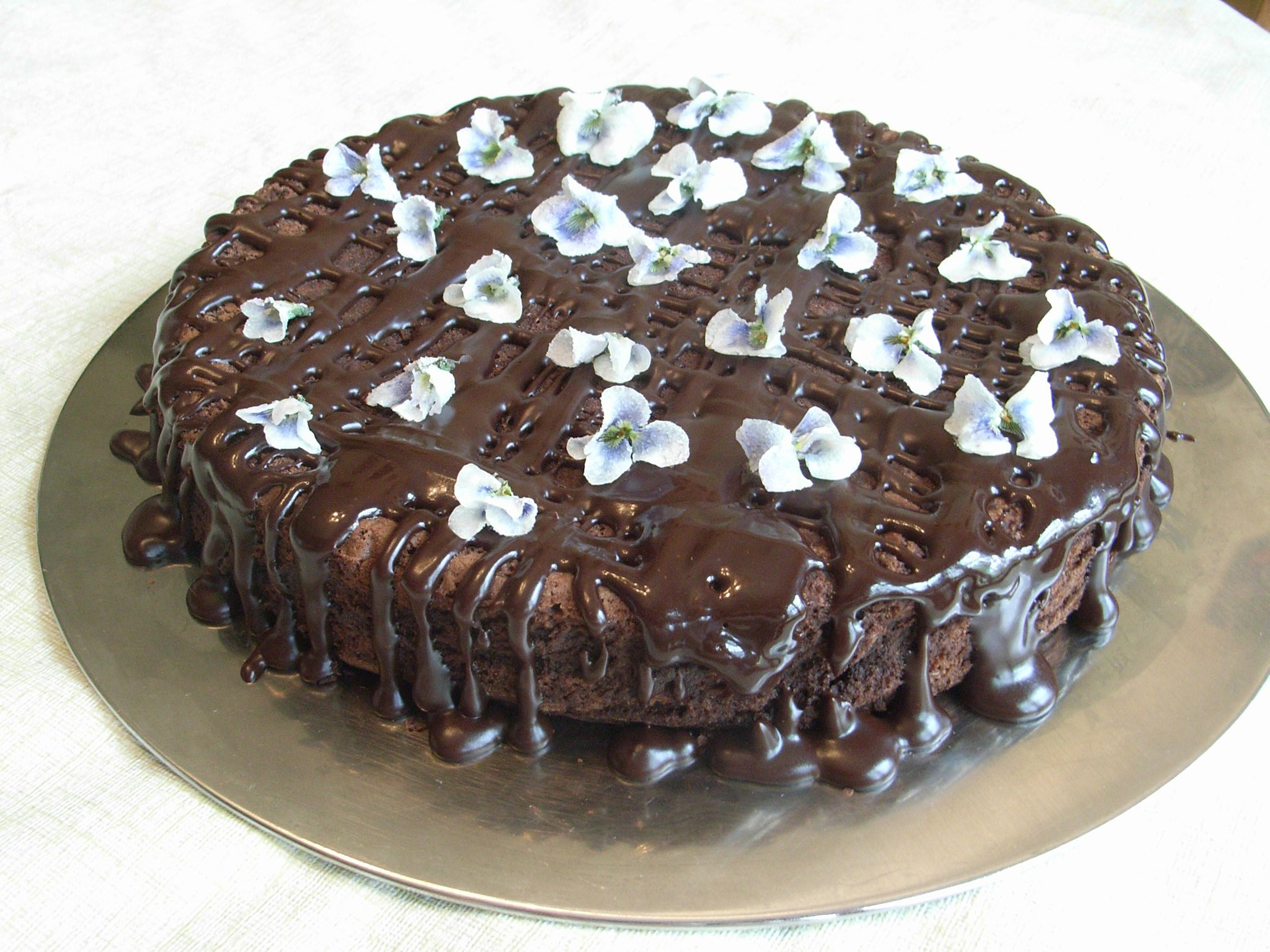
Шоколадный торт с засахаренными фиалками

Для промышленного производства целых цветков фиалки используют фиалку душистую и пармскую фиалку. Технология изготовления засахаренных фиалок из Италии была завезена в Тулузу (Франция). В начале XX века в окрестностях Тулузы насчитывалось около 400 ферм, выращивающих фиалки. Многочисленные кондитеры не испытывали недостатка в сырье. С тех пор засахаренные фиалки носят название «тулузские фиалки». Под торговой маркой La Violette de Toulouse засахаренные фиалки выпускает компания Candiflor, предлагающая также засахаренные целиком розы, цветки сирени и другие виды цветов.
Засахаренные цветки померанцевого дерева (флёрдоранж) были популярны как свадебный атрибут в Италии. Впоследствии их заменили имитации, выполненные из сахарной мастики с флёрдоранжевой водой.

## Съедобные цветы
Цветы, предназначенные для засахаривания, должны быть получены из известных источников, не использующих при их выращивании химикаты. Цветы должны быть здоровыми, не повреждёнными насекомыми и свежераспустившимися. Лучшее время для сбора цветов — раннее утро.
Для кондитерских целей рекомендуют розы, фиалки, флёрдоранж и яблоневые цветы, бархатцы, сирень, акацию, мимозу, хризантемы, гвоздики, нарциссы, жасмин, огуречник, розмарин и другие, а также листья мяты, барбариса, земляники, душицы, липы, чёрной смородины, дудника, сныти и других растений.

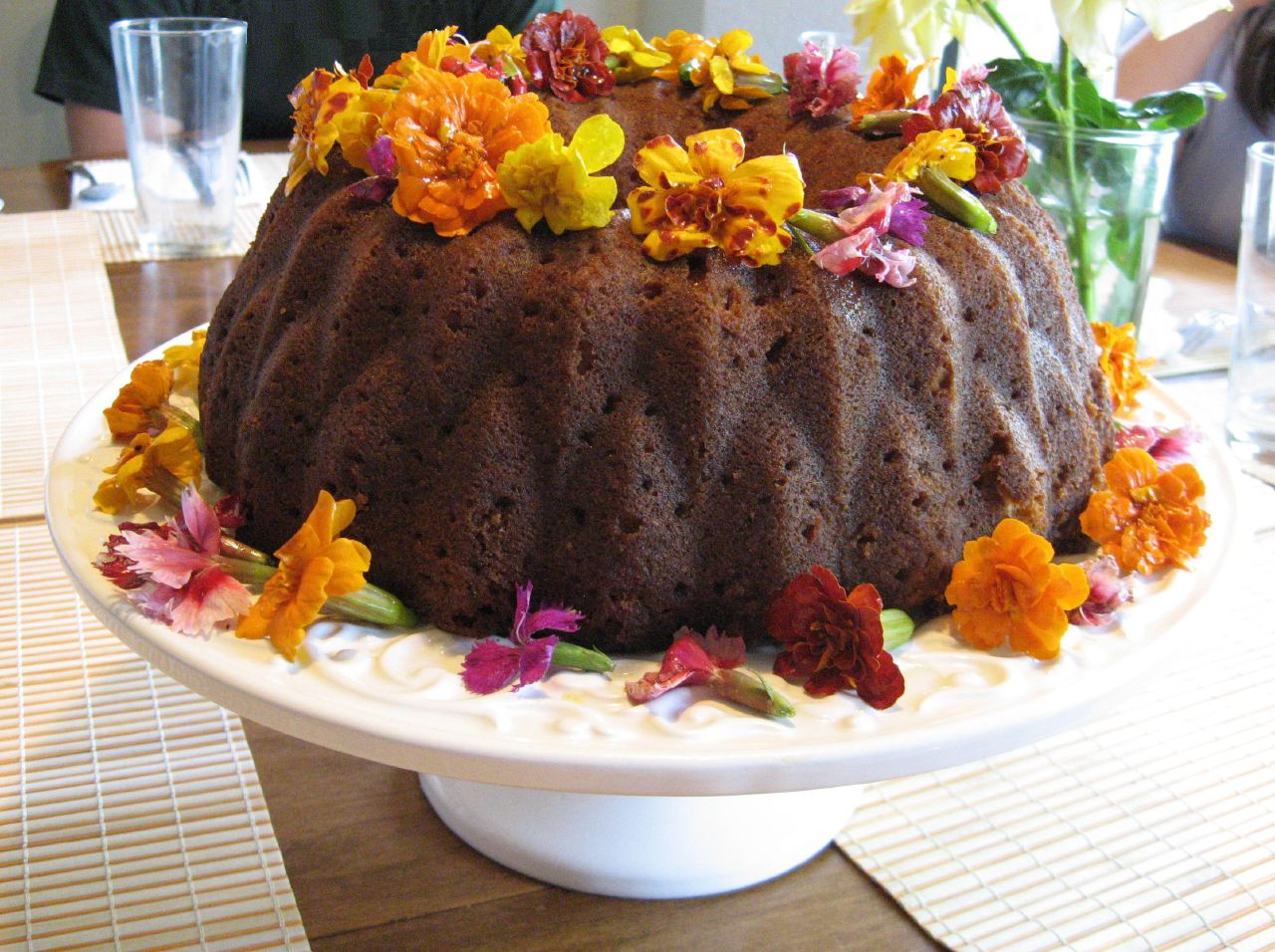
Кристаллизованные бархатцы и гвоздики украшают ванильный кекс

## Изготовление
В процессе засахаривания сахар проникает внутрь тканей цветка, радикально изменяя его текстуру и вкус, при этом внешний вид при соблюдении технологии почти не меняется. Цветок действительно становится ароматным лакомством.
Засахаренные цветы готовят разными способами. В процессе кандирования в результате осмотического проникновения через клеточную мембрану сахар попадает внутрь клеток цветка. Этот способ подходит для засахаривания лепестков, которые полностью погружают в горячий густой сироп. Для засахаривания целых цветков применяется методика кристаллизации (фр. praliner — покрывать карамелью).
В домашних условиях цветы смазывают вручную яичным белком при помощи мягкой художественной кисточки и присыпают мелким кристаллическим сахаром. Яичный белок защищает цветок от бактерий и играет роль клея, закрепляющего сахар на поверхности цветка, пока он не впитается в ткани. Вместо яичного белка можно использовать кукурузный сироп, ароматизированный ванильным или миндальным экстрактом, в этом случае цветок присыпают сахарной пудрой. В качестве клейкого вещества можно использовать разведённый в воде гуммиарабик, закрепив его слоем сахарного сиропа. Крупные цветы тёмной окраски и цветки лимона можно при помощи кисти смазать тонким слоем белка, взбитого с сахарной пудрой, при этом получается матовая поверхность.
Посыпанные сахаром цветы высушивают на воздухе в течение 1—4 суток или в течение нескольких часов в духовом шкафу или сушилке для овощей. Хорошо высушенные цветы могут храниться в коробках, переложенные бумагой, до одного года при комнатной температуре, в холодильнике или морозильной камере.

## Использование
Засахаренные цветы используют для украшения тортов, пирожных, десертов, закусок. Засахаренными розами декорируют свадебные торты. Цветки душистого горошка отлично подходят к канапе с лососем. Засахаренные цветки можно заморозить в формочке для льда и подавать с напитками.
Увядшие цветы лилейника, сваренные в сахарном сиропе с соком лимона и подсушенные при комнатной температуре, можно есть как самостоятельное кондитерское изделие.